# Ohakana Island
Ohakana Island ist eine Insel im Ōhiwa Harbour in der Bay of Plenty im Norden der Nordinsel von Neuseeland.

## Geographie
Die Insel befindet sind am westlichen Ende des Ōhiwa Harbour, rund 7 km ostsüdöstlich von Whakatāne entfernt. Mit einer Fläche von 46,5 Hektar erstreckt sich die Insel über 535 m in Nordwest-Südost-Richtung und kommt an der breitesten Stelle auf 465 m in Südwest-Nordost-Richtung. Die höchste Erhebung der Insel ist mit 50 m im östlichen Teil zu finden.
Die Insel ist teilweise bewaldet und bewohnt.